# براونایشسوالد
براونایشسوالد (به آلمانی: Braunichswalde) یک شهر در آلمان است که در گرایتس واقع شده‌است. براونایشسوالد ۶۷۶ نفر جمعیت دارد.